# Allactaga euphratica
Allactaga euphratica е вид бозайник от семейство Тушканчикови (Dipodidae). Видът е почти застрашен от изчезване.

## Разпространение
Видът е разпространен в Йордания, Ирак, Иран, Кувейт, Ливан, Саудитска Арабия, Сирия и Турция.